# Dicraeus hirsutus
Dicraeus hirsutus är en tvåvingeart som beskrevs av Ismay 1984. Dicraeus hirsutus ingår i släktet Dicraeus och familjen fritflugor. Inga underarter finns listade i Catalogue of Life.